# Ramme
Ramme – miasto w Danii, w regionie Jutlandia Środkowa, w gminie Lemvig.